# Gerry Conlon
Gerard "Gerry" Conlon (Belfast, 1 de marzo de 1954-Belfast, 21 de junio de 2014), fue condenado a cadena perpetua, pasando 15 años en prisión después de ser acusado y condenado injustamente por un atentado con bomba del IRA.

## Los cuatro de Guildford
Nacido en Belfast, Gerry Conlon pasó quince años en una cárcel británica tras ser declarado culpable, junto con otras tres personas (Paul Hill, Carole Richardson y Paddy Armstrong), de un ataque con bomba del IRA (Ejército Republicano Irlandés) en 1974. El caso es conocido como Los cuatro de Guildford, debido a que los explosivos estallaron en dos pubs de ese municipio del Gran  Londres, donde murieron cinco personas y 65 fueron heridas.

## Manipulación judicial
Conlon se declaró siempre inocente, aduciendo que la policía lo había torturado hasta hacerle confesar lo que no había hecho.
El padre de Conlon, Giuseppe, fue encarcelado tras una redada de la policía buscando explosivos del IRA. Posteriormente, esa investigación también fue desacreditada, pero Giuseppe fue acusado de haber colaborado en el atentado, muriendo en prisión en 1980. 
Este acontecimiento es considerado como uno de los más graves errores judiciales en Reino Unido. Los verdaderos responsables del atentado de Guildford nunca han sido procesados. En 1989, el tribunal de apelaciones de Londres anuló las sentencias, cuestionando las pruebas presentadas por la policía. En 2005, Tony Blair, primer ministro, pidió perdón por la injusticia y el dolor causados a los condenados.

## En el nombre del padre
Estos hechos se hicieron mundialmente conocidos gracias a la película En el nombre del padre, en la que Conlon fue interpretado por el actor Daniel Day-Lewis. La película se basa en la autobiografía de Conlon, publicada con el título de Inocencia probada (Proved Innocent, 1990). El filme fue dirigido por Jim Sheridan, nominado al Óscar así como su protagonista, Day-Lewis, además de otras cinco nominaciones.

## Tras la liberación
La experiencia carcelaria marcaría de por vida a Conlon, quien reconoció haber sufrido graves crisis nerviosas e intentos de suicidio, además de adicción a las drogas y el alcohol. A pesar de estos problemas personales, y gracias a su experiencia, se dedicó a apoyar y asesorar a quienes consideraba que fueron víctimas de otros errores judiciales. También se unió al movimiento para la liberación de los presos británicos en las cárceles de Guantánamo.
Tras una larga enfermedad de cáncer, falleció en su casa en Belfast, a los 60 años.